# Prêmio Grampo
Prêmio Grampo de Grandes HQs, também chamado apenas de Prêmio Grampo, é uma premiação de quadrinhos destinada a escolher os melhores títulos publicados no Brasil a cada ano. Considerado um dos mais importantes prêmios do mercado brasileiro de quadrinhos, foi criado pelo jornalista Ramon Vitral e pelo editor Lielson Zeni em 2015 (com a primeira premiação ocorrendo no início do ano seguinte), e conta com a professora e tradutora Maria Clara Carneiro na organização desde a segunda edição. A inspiração para o prêmio foram as listas de "melhores do ano" feitas anualmente pelo jornalista Télio Navega em seu blog Gibizada (que encerrou as atividades em 2015) a partir de rankings elaborados por pessoas ligadas às cena brasileira de quadrinhos.
A escolha dos três primeiros colocados (classificados, respectivamente, como Ouro, Prata e Bronze) é feita a partir de uma seleção que tem por base listas individuais com 10 títulos em ordem de preferência elaboradas por 20 jurados convidados entre quadrinistas, editores, jornalistas, pesquisadores e empresários ligados ao mercado brasileiro de quadrinhos.
São elegíveis todas as HQs lançadas no Brasil no ano anterior ao da realização do prêmio, sejam nacionais ou estrangeiras, independentes ou publicadas por editora. A única exigência é que sejam inéditas no país (republicações são permitidas desde que em novo formato ou tradução). O resultado é divulgado no primeiro semestre e, além do resultado das três obras mais bem colocadas, são também apresentados o "top 20" geral e o ranking individual de cada jurado.

## Premiados
| Ano  | Vencedores | Vencedores                                                                                           | Notas  |
| ---- | ---------- | --- | ------ |
| 2016 | Ouro       | Aventuras na Ilha do Tesouro Pedro Cobiaco / Mino                                                    | [ 4 ]  |
| 2016 | Prata      | Talco de Vidro Marcello Quintanilha / Veneta                                                         | [ 4 ]  |
| 2016 | Bronze     | Dupin Leandro Melite / Zarabatana                                                                    | [ 4 ]  |
| 2017 | Ouro       | Bulldogma Wagner Willian / Veneta                                                                    | [ 6 ]  |
| 2017 | Prata      | Você é um Babaca, Bernardo Alexandre S. Lourenço / Mino                                              | [ 6 ]  |
| 2017 | Bronze     | Desconstruindo Una Una, tradução de Carol Christo / Nemo                                             | [ 6 ]  |
| 2018 | Ouro       | Angola Janga: Uma História de Palmares Marcelo D'Salete / Veneta                                     | [ 7 ]  |
| 2018 | Prata      | Aqui Richard McGuire, tradução de Érico Assis / Quadrinhos na Cia.                                   | [ 7 ]  |
| 2018 | Bronze     | Mensur Rafael Coutinho / Quadrinhos na Cia.                                                          | [ 7 ]  |
| 2019 | Ouro       | Ayako Osamu Tezuka, tradução de Marcelo Yamashita Salles e Esther Sumi / Veneta                      | [ 8 ]  |
| 2019 | Prata      | A Arte de Charlie Chan Hock Chye Sonny Liew, tradução de Maria Clara Carneiro / Pipoca & Nanquim     | [ 8 ]  |
| 2019 | Bronze     | Eles Estão por Aí Bianca Pinheiro e Greg Stella / Todavia                                            | [ 8 ]  |
| 2020 | Ouro       | Minha Coisa Favorita é Monstro letEmil Ferris, tradução de Érico Assis / Quadrinhos na Cia.          | [ 9 ]  |
| 2020 | Prata      | Luzes de Niterói Marcello Quintanilha / Veneta                                                       | [ 9 ]  |
| 2020 | Bronze     | Intrusos Adrian Tomine, tradução de Érico Assis / Nemo                                               | [ 9 ]  |
| 2021 | Ouro       | Sabrina Nick Drnaso, tradução de Érico Assis / Veneta                                                | [ 10 ] |
| 2021 | Prata      | A Solidão de um Quadrinho Sem Fim Adrian Tomine, tradução de Érico Assis / Nemo                      | [ 10 ] |
| 2021 | Bronze     | Mau Caminho Simon Hanselmann, tradução de Diego Gerlach / Veneta                                     | [ 10 ] |
| 2022 | Ouro       | Escuta, Formosa Márcia Marcello Quintanilha / Veneta                                                 | [ 11 ] |
| 2022 | Prata      | Manual do Minotauro Laerte Coutinho / Quadrinhos na Cia.                                             | [ 11 ] |
| 2022 | Bronze     | Carniça e a Blindagem Mística Parte 2: A Tutela do Oculto Shiko / independente                       | [ 11 ] |
| 2023 | Ouro       | Mukanda Tiodora Marcelo D'Salete / Veneta                                                            | [ 12 ] |
| 2023 | Prata      | Bom Dia, Socorro Paulo Moreira / Conrad                                                              | [ 12 ] |
| 2023 | Bronze     | Meu Diário de Nova York Julie Doucet, tradução de Cris Siqueira / Veneta                             | [ 12 ] |
| 2024 | Ouro       | Monica Daniel Clowes, tradução de Érico Assis / Nemo                                                 | [ 13 ] |
| 2024 | Prata      | Patos: Dois Anos nos Campos de Petróleo Kate Beaton, tradução de Caroline Chang / WMF Martins Fontes | [ 13 ] |
| 2024 | Bronze     | O Livro dos Pássaros Lark / Arte e Letra                                                             | [ 13 ] |
| 2025 | Ouro       | Quando Nasce a Autoestima? Regiane Braz e Jefferson Costa / Trem Fantasma                            | [ 14 ] |
| 2025 | Prata      | Pigmento Aline Zouvi / Companhia das Letras                                                          | [ 14 ] |
| 2025 | Bronze     | Filosofia do Mamilo Kael Vitorelo / Veneta                                                           | [ 14 ] |